# Girobicupola quadrata elongata
In geometria solida, la girobicupola quadrata elongata, detta anche "pseudo rombicubottaedro", è un poliedro con 26 facce che può essere costruito, come intuibile dal suo nome, allungando una girobicupola quadrata inserendo un prisma ottagonale tra le due cupole quadrate che la compongono.
Questo poliedro potrebbe essere stato scoperto già da Giovanni Keplero nella sua enumerazione di solidi archimedei (di cui tuttavia esso non è oggi considerato facente parte), ma la sua prima inconfutabile rappresentazione su carta appare in uno scritto di  Duncan Sommerville del 1905. Esso è stato poi in seguito indipendentemente riscoperto da J. C. P. Miller nel 1930 mentre il matematico inglese stava tentando di realizzare un modello di piccolo rombicubottaedro.

## Caratteristiche
Una girobicupola quadrata elongata avente come facce solo poligoni regolari è uno dei 92 solidi di Johnson, in particolare quello indicato come J37, ossia un poliedro strettamente convesso avente come facce dei poligoni regolari ma comunque non appartenente alla famiglia dei poliedri uniformi.
Questo poliedro è l'unico solido di Johnson in cui la disposizione delle facce attorno a un vertice è la stessa per ogni vertice, tuttavia il fatto che una delle cupole quadrate che lo compongono sia ruotata di 45° rispetto all'altra fa sì che in esso si possano distinguere una zona equatoriale, che include 16 vertici, e due zone polari, che includono 4 vertici per una, il che è il motivo per cui girobicupola quadrata elongata non è comunemente considerata un solido archimedeo, contrariamente ad esempio al rombicubottaedro in cui le due cupole quadrate sono orientate nella stessa maniera.
| Un rombicubottaedro | Sezioni esplose di un rombicubottaedro | Una girobicupola quadrata elongata |

## Formule
Considerando una girobicupola quadrata avente come facce dei poligoni regolari aventi lato di lunghezza {\displaystyle a}, le formule per il calcolo del volume {\displaystyle V} e della superficie {\displaystyle A} risultano essere:
{\displaystyle V={\frac {12+10{\sqrt {2}}}{3}}a^{3}\approx 8,7140\ldots a^{3};}
{\displaystyle A=\left(18+2{\sqrt {3}}\right)a^{2}\approx 21,4641\ldots a^{2}.}

## Poliedri e tassellature dello spazio correlati
La girobicupola quadrata elongata può formare una tassellatura dello spazio completa assieme a tetraedri regolari, cubi e cubottaedri o assieme tetraedri, piramidi quadrate e vari combinazioni di cubi, piramidi quadrate elongate e bipiramidi quadrate elongate.

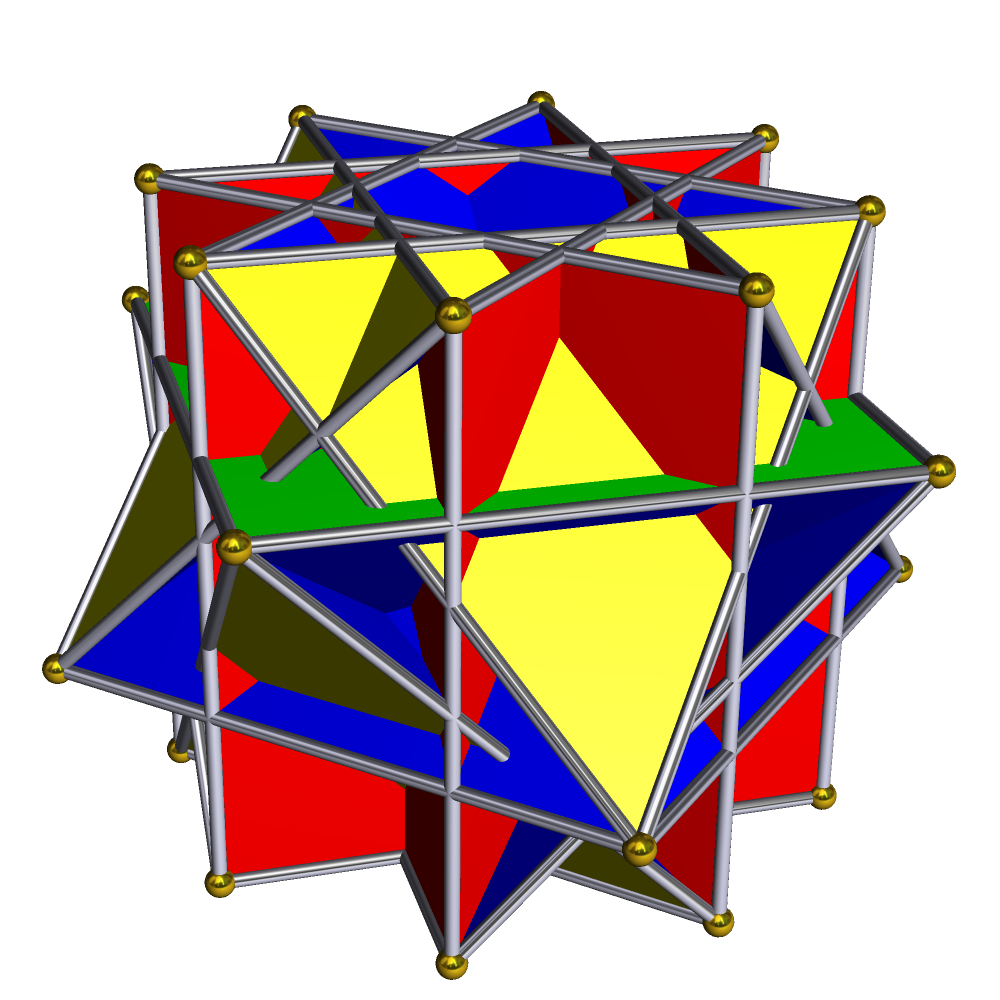
Uno pseudo grande rombicubottaedro.

Lo pseudo grande rombicubottaedro è un analogo non convesso dello pseudo rombicubottaedro, essendo costruito in una maniera simile a partire dal grande rombicubottaedro non convesso.

## In chimica
Lo ione polivanadato [V18O42]12− ha una struttura pseudo rombicubottaedrica, dove ogni faccia quadrata costituisce la base di una piramide VO5.